# Покотилівська селищна рада
Покотилівська се́лищна ра́да — адміністративно-територіальна одиниця та орган місцевого самоврядування в Харківському районі Харківської області. Адміністративний центр — селище міського типу Покотилівка.

## Загальні відомості
Покотилівська селищна рада утворена в 1920 році.
- Територія ради: 13,23 км²
- Населення ради: 10 350 осіб (станом на 2001 рік)

## Населені пункти
Селищній раді підпорядковані населені пункти:
- смт Покотилівка

## Склад ради
Рада складається з 36 депутатів та голови.
- Голова ради: Павленко Анатолій Миколайович
- Секретар ради: Богатий В'ячеслав Валерійович

### Керівний склад попередніх скликань
| Прізвище, ім'я, по батькові   | Основні відомості                                                | Дата обрання | Дата звільнення |
| ----------------------------- | ---------------------------------------------------------------- | ------------ | --------------- |
| Штанько Григорій Михайлович   | Селищний голова, 1953 року народження, член Партії регіонів      | 26.03.2006   | 31.10.2010      |
| Шуба Микола Феодосійович      | Селищний голова, 1950 року народження, освіта вища, безпартійний | 31.10.2010   | 31.08.2011      |
| Павленко Анатолій Миколайович | Селищний голова, 1960 року народження, освіта вища, безпартійний | 27.05.2012   |                 |

Примітка: таблиця складена за даними сайту Верховної Ради України

### Депутати
За результатами місцевих виборів 2010 року депутатами ради стали:

#### За суб'єктами висування
| Суб'єкт висування | Кількість обраних депутатів | %    |
| ----------------- | --------------------------- | ---- |
| Самовисування     | 20                          | 55,6 |
| Партія регіонів   | 16                          | 44,4 |

#### За округами
| № округу        | Прізвище, ім'я, по батькові        | Дата визнання обраним | Освіта  | Партійна приналежність                       | Відомості про обраного депутата                     |
| --------------- | ---------------------------------- | --------------------- | ------- | -------------------------------------------- | --------------------------------------------------- |
| Партія регіонів |                                    |                       |         |                                              |                                                     |
| 1               | Шевченко Сергій Володимирович      | 01.11.2010            | вища    | член Партії регіонів                         | ТОВ ВП «сервіс-пак», підприємець                    |
| 7               | Єнютіна Наталія Олександрівна      | 01.11.2010            | вища    | член Партії регіонів                         | Покотилівська загальноосвітня школа № 2, викладач   |
| 13              | Зубко Олександр Миколайович        | 01.11.2010            | вища    | член Партії регіонів                         | Покотилівськийліцей «Промінь», директор             |
| 15              | Савченко Тетяна Петрівна           | 01.11.2010            | вища    | член Партії регіонів                         | домогосподарка                                      |
| 16              | Сідоров Ігор Семенович             | 01.11.2010            | середня | член Партії регіонів                         | приватний підприємець                               |
| 17              | Новак Микола Павлович              | 01.11.2010            | середня | член Партії регіонів                         | фірма «Торпал», спеціаліст                          |
| 21              | Бублик Микола Федорович            | 01.11.2010            | середня | член Партії регіонів                         | тимчасово не працює                                 |
| 22              | Глушко Григорій Миколайович        | 01.11.2010            | вища    | позапартійний                                | Харківська експедиція, головний інженер             |
| 23              | Богатий В'ячеслав Валерійович      | 01.11.2010            | вища    | член Партії регіонів                         | Покотилівсь- кий клуб, звукооператор                |
| 25              | Шило Ірина Вікторівна              | 01.11.2010            | вища    | член Партії регіонів                         | Харківськийрайонний наторіальний округ, нотаріус    |
| 26              | Федорова Ольга Володимирівна       | 22.04.2013            | вища    | член Партії регіонів                         | Покотилівська селищна рада, секретар виконкому ради |
| 28              | Таранець Лідія Павлівна            | 01.11.2010            | середня | член Партії регіонів                         | пенсіонер                                           |
| 29              | Умніцин Володимир Миколайович      | 01.11.2010            | вища    | член Партії регіонів                         | пенсіонер                                           |
| 30              | Люта Надія Костянтинівна           | 01.11.2010            | середня | позапартійна                                 | тимчасово не працює                                 |
| 31              | Свириденко Ганна Михайлівна        | 01.11.2010            | вища    | член Партії регіонів                         | пенсіонер                                           |
| 36              | Вінтоняк Леонід Дмитрович          | 01.11.2010            | вища    | член Партії регіонів                         | тимчасово не працює                                 |
| Самовисування   |                                    |                       |         |                                              |                                                     |
| 2               | Світличний Сергій Володимирович    | 01.11.2010            | середня | позапартійний                                | ТОВ "НМУ"Електропівден-монтаж, інженер              |
| 3               | Церковний Олександр Іванович       | 01.11.2010            | вища    | член Політичної партії «Народна Самооборона» | ФОП «Церковний», підприємець                        |
| 4               | Колесніков Владислав Володимирович | 01.11.2010            | вища    | позапартійний                                | ХНУВС, доцент                                       |
| 5               | Тимченко Дмитро Вікторович         | 01.11.2010            | середня | позапартійний                                | ТОВ Фірма «Піранья ЛТД», ген. директор              |
| 6               | Церковний Юрій Іванович            | 01.11.2010            | вища    | член Політичної партії «Наша Україна»        | АК «Харківобленерго», електромонтер                 |
| 8               | Гуцев Борис Петрович               | 02.11.2010            | середня | позапартійний                                | пенсіонер                                           |
| 9               | Акуфенко Наталія Михайлівна        | 01.11.2010            | середня | позапартійна                                 | «Харківліс- захист», лаборант                       |
| 10              | Дончик Олександр Георгійович       | 01.11.2010            | середня | позапартійний                                | пенсіонер                                           |
| 11              | Сокирко Анатолій Іванович          | 01.11.2010            | середня | позапартійний                                | тимчасово не працює                                 |
| 12              | Сотник Наталія Борисівна           | 01.11.2010            | вища    | позапартійна                                 | домогосподарка                                      |
| 14              | Сірик Василь Павлович              | 01.11.2010            | вища    | член Партії регіонів                         | ППКП"сантех", зав. складом                          |
| 18              | Дружелюбов Євген Федорович         | 01.11.2010            | середня | позапартійний                                | ТОВ «макклімат», технічний директор                 |
| 19              | Старіченко Микола Віталійович      | 01.11.2010            | вища    | позапартійний                                | ЧП «Цвєтков А. Г.», керівник                        |
| 20              | Холодний Сергій Михайлович         | 01.11.2010            | вища    | позапартійний                                | КП «Жилком- сервіс», підприємець                    |
| 24              | Кішінський Микола Васильович       | 01.11.2010            | середня | член Партії регіонів                         | Покотилівський ліцей «Промінь», слюсар              |
| 27              | Загоруйко Олександр Васильович     | 01.11.2010            | вища    | позапартійний                                | ТОВ «Будметал», менеджер                            |
| 32              | Човган Раїса Федорівна             | 01.11.2010            | вища    | член Партії регіонів                         | НЮАУ, зав. підприємством                            |
| 33              | Войтюк Галина Пилипівна            | 01.11.2010            | середня | член Партії регіонів                         | пенсіонер                                           |
| 34              | Маринич Анатолій Степанович        | 01.11.2010            | вища    | член Партії регіонів                         | ВАТ «Промзв'язок», механік                          |
| 35              | Дубина Анатолій Сергійович         | 01.11.2010            | вища    | позапартійний                                | Харківський РВ РУМВС, слідчий                       |